# Yu Yue

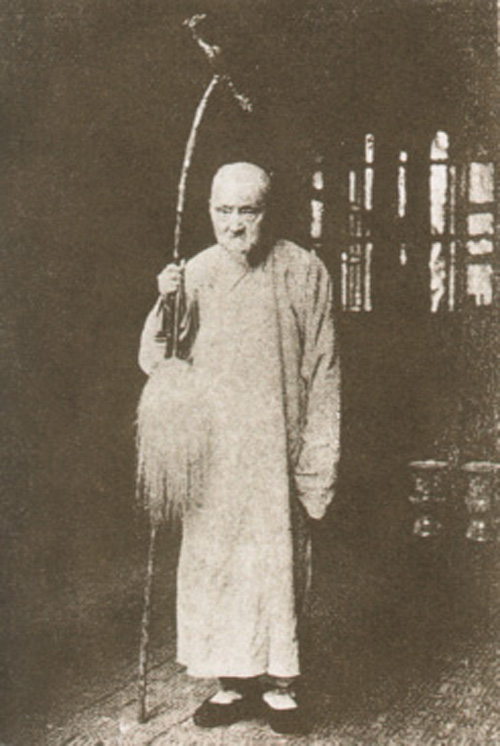
Yu Yue

Yu Yue (en xinès tradicional: 俞樾; en pinyin: Yú yuè), també conegut com a Yu Yinfu i Quyuan, fou un erudit expert en Confuci, filòsof i filòleg xinès que va viure en el darrer període de la dinastia Qin.

## Biografia
Nascut el 1821, Yu era originari de Deqing, província de Zhejiang. Havent superant els exàmens imperials per a ser funcionari i estat alumne de l'Acadèmia Hanlin, va ocupar diversos càrrecs de la burocràcia acadèmica. Poc després va abandonar les seves responsabilitats i es va retirar a Suzhou on va dedicar-se a la docència i a la reinterpretació dels clàssics xinesos. Zhang Binglin va ser un dels seus alumnes destacats. Va morir el 1907.

## Obra
- Youtai xianguan biji(pinyin). Guangwen shu ju, Taipei.1965 (?).
- Yu Quyuan shuzha  (pinyin) Tianren chubanshe, Taipei.1968